# 486
Năm 486 là một năm trong lịch Julius.